# Sudan TV
Sudan TV (en arabe : تلفزيون السودان , traduit en TV Soudan en français) est la principale chaîne de télévision d'État soudanaise gérée par la SNBC (Sudan National Broadcasting Corporation). 

## Histoire de la chaîne
La télévision soudanaise a commencé à émettre pour la première fois en 1962, se limitant à la région de Khartoum, de Omdurman et de Khartoum Bahry dans un premier temps. Un an plus tard, le Général Mohmaed Talat Fareed transforme la station en compagnie nationale sous le nom de SNBC et un contrat est signé avec Radio Berlin pour fournir des enregistreurs, caméras et le support technique. La chaîne émet ses premières émissions en couleur en 1976. 
Le réseau de la SNBC se compose en 2008 de deux chaînes de télévision émettant par voie hertzienne et d'une chaîne émettant par satellite. Les émissions de Sudan TV sont exclusivement diffusées en langue arabe, à l'exception d'un flash d'information en langue anglaise.

## Programme
Sudan TV est l'une des trois chaînes de télévision soudanaises. De fait, elle reprend presque intégralement le signal de la première chaîne du réseau terrestre, à l'exception des programmes pour lesquels elle ne possède pas les droits de diffusion.
Sur son antenne; alternent prières, lectures du Coran, débats, séries, émissions pour enfants, variétés locales et bulletins d'information. Une large place est accordée aux activités du gouvernement soudanais et un censeur militaire travaille avec TV Soudan pour s'assurer que les informations reflètent bien la politique du gouvernement. De même, des émissions sont régulièrement consacrées aux activités de la Police ou aux Forces armées soudanaises.